# 全文甫
全文甫（1943年6月—），男，江西东乡人，中华人民共和国政治人物，曾任江西省人大常委会副主任，第八届全国人大代表。